# チルワ湖
チルワ湖（Lake Chilwa）は、マラウイにある湖である。マラウイ国内ではマラウイ湖に次いで2番目に大きく、モザンビークの国境に近いゾンバ州の西部に位置している。湖内の西側にはチシ島という大きな島がある。湖はザンベジの冠水草原という湿地によって囲まれており、南北長軸が約60km、東西幅が最大の箇所で約40kmとなっている。コシベニペリカン、アフリカニシキヘビ、Zonocerus elegans、ミゾバクリークネズミなどの動物が多く生息している湖は1996年にラムサール条約、湖と湿地は2006年に生物圏保護区にそれぞれ登録されている。また、この湖はチウタ湖の南側に位置しており、チウタ湖とは砂地の尾根で隔てられている。チルワ湖にはいくつかの河川が流入するものの、流出する河川はない。一方で平均水深はわずか4ｍから5m程度に過ぎないため旱魃の際には水位が低下しやすく、数十年に一度の大干ばつの際には湖底まで完全に干上がる場合がある。

## 漁業
チルワ湖近隣の計335の村々に暮らす6000人以上が湖での漁業に直接従事しているほか、合計で18万人が魚の運搬、仲買などの漁業の関係する仕事を行っている。チルワ湖は栄養分が豊富で非常に豊かな漁場として知られており、年間の漁獲高は2万トン以上となっていて、これはマラウイ全体の漁獲高の3分の1にも達する。なお、湖に生息する魚はコイ科、ヒレナマズ科などの10科26種が知られている。

## 湖の衰退
この湖は流出河川を持たないが、人間が使用するために湖水を取り続けた場合、チルワ湖は干上がってしまう可能性がある。そのためデンマーク国際援助活動(Danish International Development Agency)は、湖とその周囲を取り巻く湿地の保存を目的とした活動を行っている。
季節ごとに水位が大きく変化するが、1990年代から湖の干ばつの頻度が高くなる傾向にある。湖水が減少する原因は、気候変動や異常気象、水源地帯の森林が伐採されたためと考えられている。